# Telmatoscopus maculatus
Telmatoscopus maculatus är en tvåvingeart som beskrevs av Quate 1959. Telmatoscopus maculatus ingår i släktet Telmatoscopus och familjen fjärilsmyggor. Inga underarter finns listade i Catalogue of Life.